# I. Lajos szicíliai király
I. Lajos (Catania, Szicília, 1337/1338. február 4. – Acireale (szicíliai olaszul: Jaciriali vagy röviden Jaci), Szicília, 1355. október 16.), uralkodói mellékneve: Gyermek Lajos, katalánul: Lluís I de Sicília, olaszul: Ludovico (Luigi) d'Aragona detto il Fanciullo, szicíliai király, III. Frigyes szicíliai király bátyja. A katalán eredetű Barcelonai-ház szicíliai ágának királyi főágából származott.

## Élete

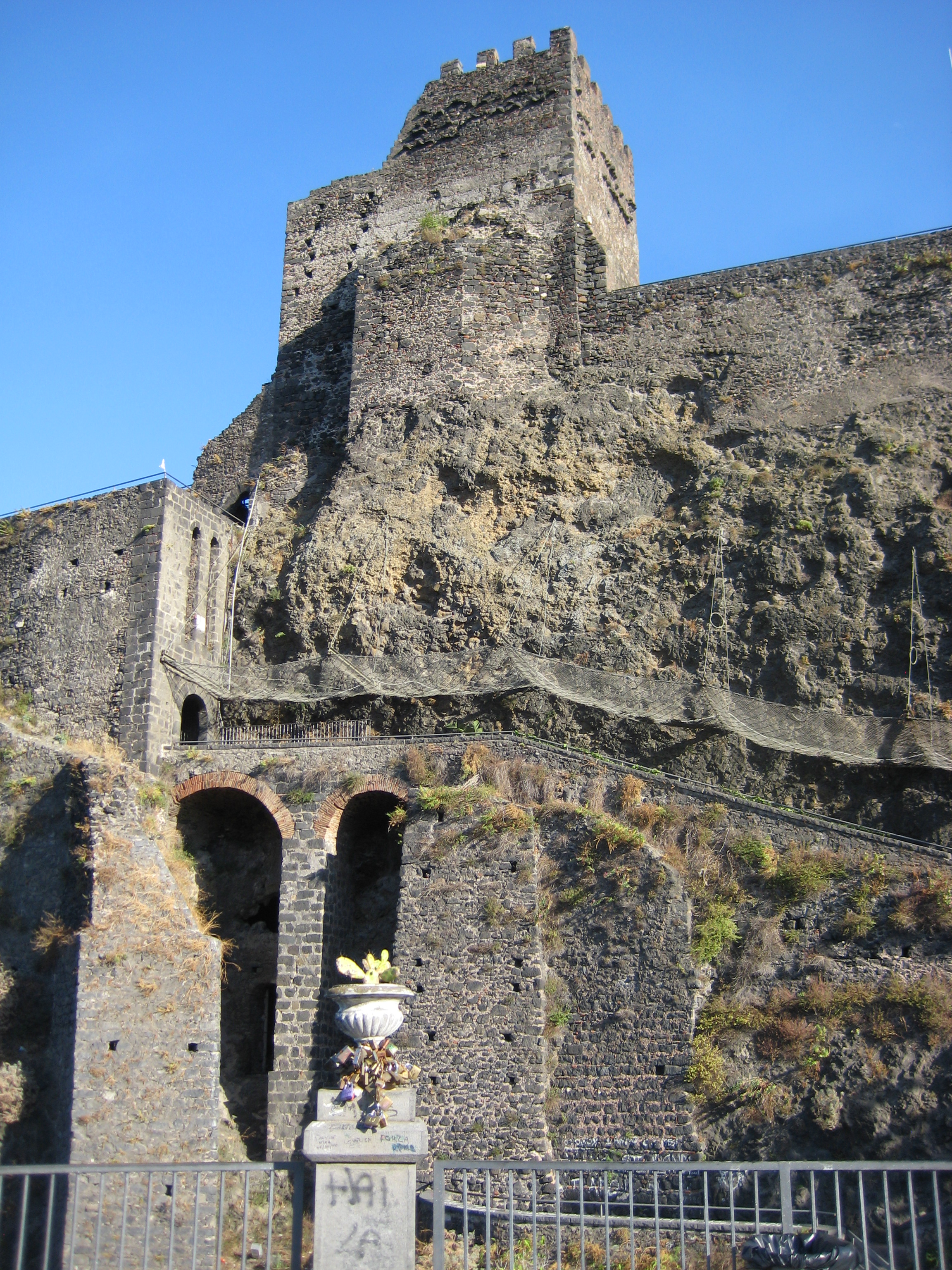
Aci Castello (Aci vára) Acireale mellett, ahol Lajos meghalt.

Édesapja II. Péter szicíliai király, édesanyja Görzi Erzsébet karintiai hercegnő, II. Ottó karintiai herceg és Piast Eufémia liegnitzi hercegnő leánya.
Lajos volt szülei legidősebb, életben maradt fiúgyermeke, két öccse született még: János (1340 körül–1353) és Frigyes, aki Lajost követte a trónon. Egyik nővére, Eleonóra feleségül ment IV. Péter aragóniai királyhoz, másik nővére, Beatrix II. Rupert rajnai palotagróf és választófejedelem felesége lett. Míg harmadik nővére, Eufémia Szicília régense volt 1355–1357 között.
Amikor 1342. augusztus 15-én meghalt az édesapja, Lajos lett Szicília királya, és 1342. szeptember 15-én Palermóban királlyá koronázták. Mivel még kiskorú volt, régenssé nevezték ki mellé édesanyját, Görzi Erzsébet királynét, valamint apai nagybátyját, II. Jánost, Athén hercegét, Randazzo őrgrófját. Miután ő 1348-ban meghalt a pestistől, édesanyja 1352-ben halt meg, és ekkor a még mindig kiskorú király mellett legidősebb nővére, Konstancia (1324 körül–1355) töltötte be a régensi tisztet 1354-ig.
Lajost később eljegyezték Konstancia aragón hercegnővel, azonban a király az egybekelésük előtt 1355 októberében nővérével, Konstanciával együtt pestisben meghalt. A házasságon kívül született fiait nővére, Eleonóra aragón királyné vette gondjaiba, és Aragóniában neveltette őket. Lajost a cataniai Szent Ágota Székesegyházban temették el nagyapja, II. Frigyes szicíliai király és régens nagybátyja mellett.

## Gyermekei
- Lajos nem nősült meg, de ismeretlen ágyasától vagy ágyasaitól két gyermeke született:
  - Antal (1350/55–1373 körül), felesége Aragóniai Beatrix (1355 körül–1373 után), Cocentaina és Planes bárónője,[2] I. Péternek, Jérica[3] bárójának és Szardíniai Bonaventurának, II. (Baux) Hugó arboreai király (judex) leányának a leánya, gyermekei nem születtek
  - Lajos (1350/55–1374 után), Tripi bárója, felesége Anglesolai Konstancia, gyermekei nem születtek